# Richard Andree
Richard Andree (ur. 26 lutego 1835 w Brunszwiku, zm. 22 lutego 1912) – niemiecki geograf i etnograf, autor wielu książek z tych dziedzin.

## Rodzina
Był synem Karla Andree, który również był geografem. 

## Życiorys
Studiował nauki przyrodnicze w Brunszwiku i Lipsku. Był w latach (1873–1890) dyrektorem Geograficznego Instytutu Velhagen & Klasing w Lipsku. Zajmował się również kartografią i wraz z O. Peschelem był w 1877 roku szefem zespołu redagującego atlasy szkolne oraz naukowe jak Physikalisch-Statistischer Atlas des Deutschen Reichs oraz Droysens Allgemeiner Historischer Handatlas z 1886 roku.
Zmarł podczas jazdy pociągiem na trasie między Monachium a Norymbergą.

## Dzieła

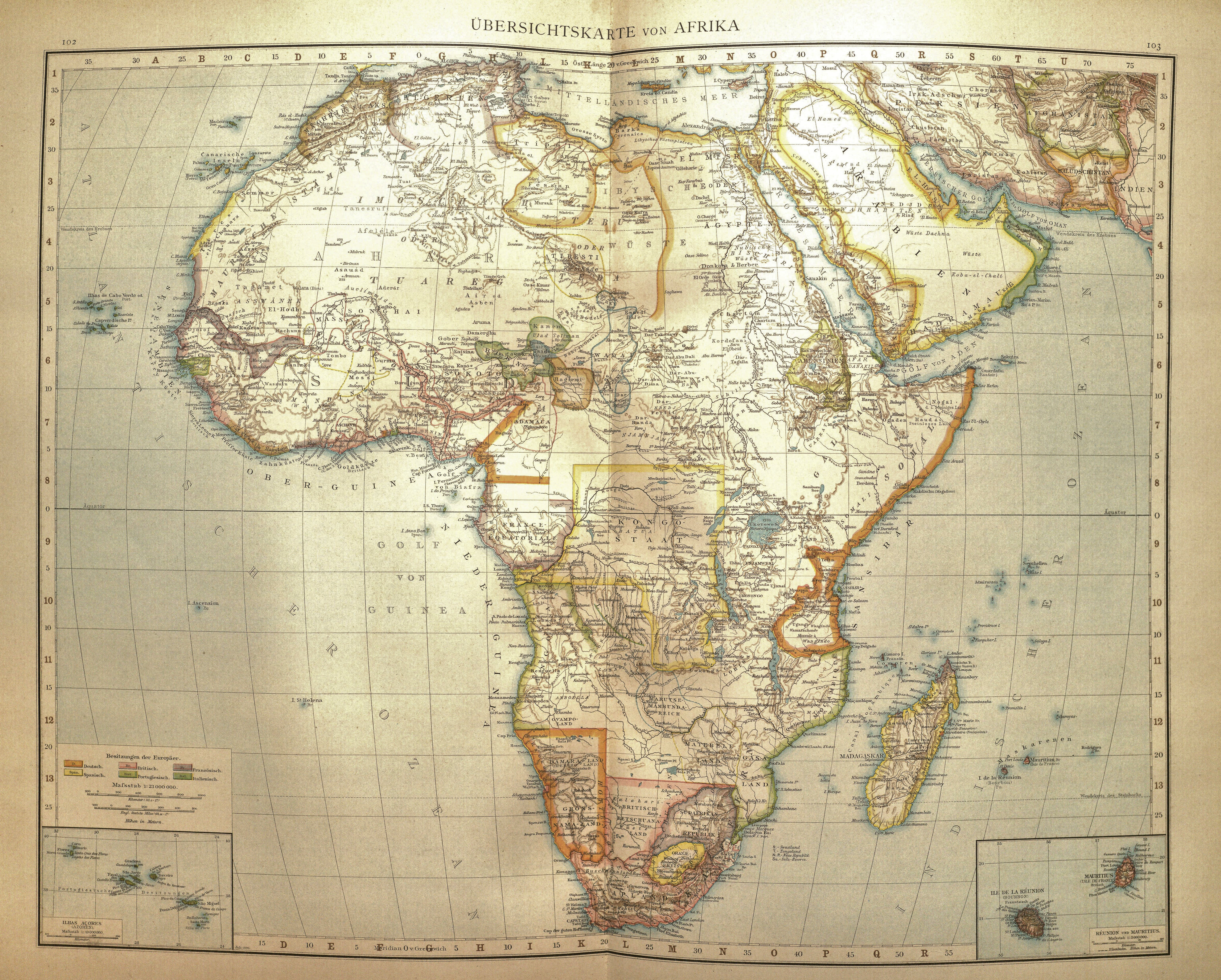
Übersichtskarte von Afrika, 1886

Największe uznanie w swoim środowisku zyskał dzięki tzw. Atlasowi Andreego (niem. Andrees Allgemeiner Handatlas) wydanego w 1881 roku w Lipsku, który uznawany jest za jeden z najbardziej kompletnych atlasów wydanych w historii. Zajmował się również etnografią Niemiec i tej tematyce poświęcił pracę wydaną w 1878 roku w Stuttgarcie pt. Ethnographische Parallelen und Vergleiche.
- Braunschweiger Volkskunde. Braunschweig 1901
- Ethnographische Parallelen und Vergleiche. Stuttgart 1878
- Andrees Allgemeiner Handatlas. Leipzig 1881–1937 (letzte, 9. Ausgabe)
- Geschichte des Corps Lusatia zu Leipzig 1807 bis 1898. Leipzig 1898
- Die Flutsagen ethnographisch betrachtet. Braunschweig 1891.